# Атентат при Гевгели (1904)
Атентатът при Гевгели е диверсионен акт на Вътрешната македоно-одринска революционна организация, извършен на 4 юни 1904 година. Във влака, пътуващ по линията от Скопие за Солун, пред Гевгелийския мост на Вардар, избухва адска машина с часовник. Пострадали няма. На 8 юли властите, изпълнявайки присъдата, обесват Христоман Попчевски като отговорен за нападението.

## История
След Илинденско-Преображенското въстание на 16 и 17 април 1904 година Струмишкия революционен окръг провежда конгрес. В протокола от конгреса се говори за неправилното развитие на организацията и нейното закрепване и усилване, а в отношение на второто конгреса решава да се подеме „систематичен терор“ между другото и към желениците. Атентатът на влака Скопие – Солун е извършен по решение на Струмишкия окръжен революционен комитет.
Атентатът е организиран от Никола Жеков. Той посещава струмишкото село Попчево, чието основно занимание след откриването на железопътната линия през 1873 година е кираджийството. Жеков се опитва да намери някой, който да качи адската машина във влака. Като такъв се явява Христоман, който много добре познава челебията (началника) на гарата при Удово. Планът е експлозията да стане на Гевгелийския мост на Вардар който да бъде повреден и така линията да бъде прекъсната за дълго. Поради закъснение на влака, адската машина, която е с часовник, експлодира преди той да стигне до моста и планът пропада.
Впоследствие на този атентат дипломатическите отношения между Отоманската империя и Княжество България се изострят. Според гевгелийския революционер Илия Докторов, съществува дори възможност да се стигне до въоръжен конфликт между двете държави. Атентатът е последван от масови арести в Струмица, при които са арестувани и учителят от Кавадарци Петър Хаджийорданов и членът на Струмишкия окръжен комитет Доне Лазаров.
След като е заловен, Христоман е отведен в Солун. Първоначално не признава, че е отговорен за атентата. Но баща му Васил Кочев решава да се довери на българския търговски агент в Солун Атанас Шопов, който чрез друг дипломат съобщава на Хилми паша, че Христоман е извършител на атентата, в резултат на което той е осъден на обесване за назидание.